# Спасо-Бородинский монастырь
Спасо-Бородинский монастырь (полное название — Бородинский во имя Нерукотворного Образа Спасителя женский монастырь) — православный женский монастырь Одинцовской епархии Русской православной церкви, расположенный на Бородинском поле, вблизи деревни Семёновское в Бородинском сельском поселении Можайского района Московской области. Основан в 1839, закрыт в 1929, возобновлён в 1992 году. Административно на территории монастыря существует посёлок Ворошилово.

## Основание и развитие
Основан Маргаритой Тучковой, вдовой Александра Тучкова, погибшего при Бородине. В 1817 году она, получив согласие императора Александра I, предоставившего 10 тысяч рублей — половину требовавшейся суммы, выкупила три десятины земли на средних Багратионовых флешах, и в 1818 году, по благословению архиепископа Августина (Виноградского) начала здесь строительство храма. В это время здесь был сооружён небольшой домик — «сторожка» — где Тучкова размещалась с сыном во время своих приездов. В августе 1820 года храм был освящён во имя Спаса Нерукотворного Образа — икона Нерукотворного Образа Спасителя была полковая иконой Ревельского полка, шефом которого был Тучков; в храме, над символической могилой Тучкова, был установлен белый мраморный крест. После кончины единственного сына Тучкова постоянно жила в домике при храме.
С 22 октября 1826 года Тучкова переехала жить в домик при храме, решив провести свои дни в уединении. Первоначально богослужение в построенном храме совершалось по праздникам и поминальным дням, в том числе в день Бородинской битвы. Вскоре Маргарита Тучкова освободила всех крестьян в своём тульском имении, продала половину имения в Ярославской губернии и внесла в Сохранную казну капитал в 20 тысяч рублей ассигнациями, на часть процентов с которого, по благословлению митрополита Филарета иеромонахи Лужецкого монастыря стали совершать службы ежедневно.
Вскоре рядом с храмом с разрешения Тучковой стали селиться одинокие женщины, вдовы и сироты, искавшие уединения, и в 1833 году, когда их число достигло сорока человек, по ходатайству митрополита Филарета была зарегистрирована общежительная женская Спасо-Бородинская пустынь; 6 марта он писал Тучковой:

Государь Император утвердил положение Св. Синода о дозволении при Спасской церкви на Бородинском поле устроить женское богоугодное общежительное заведение. В положении Св. Синода сказано, чтобы сие было на правилах, подобных тем, на которых с соизволения блаженной памяти императора Александра учреждена Борисоглебская Аносинская богадельня, что ныне монастырь.

4 июля 1836 года в Троице-Сергиевой лавре Тучкова приняла постриг в рясофор с именем Мелания. В начале 1838 года община была преобразована в Спасо-Бородинский второклассный женский монастырь — 3 января митрополит Филарет написал Мелании: «В день преподобной Мелании Св. Синодом подписан доклад о преобразовании Спасского общежития в общежительный монастырь. Разумеется, что Св. Синод не выбирал сего дня, но так Бог устроил».
Через два с половиной года, 28 июня 1840 года, инокиня Мелания была пострижена в мантию под именем Марии, а 29 июня возведена в сан игумении монастыря. До этого в 1839 году на пожертвования частных лиц и императора Николая I (25 тысяч рублей ассигнациями) были построены каменная ограда с четырьмя башнями и храм во имя Филарета Милостивого в северо-восточной башне, в 1840-м — колокольня при Спасской церкви. Вскоре число сестёр в монастыре достигло двухсот.
В 1851 году началось строительство собора в честь Владимирской иконы Божьей Матери по проекту архитектора Михаила Быковского; строительство его было завершено уже после смерти первой игумении монастыря; освящение состоялось 5 сентября 1859 года — при игумении Сергии (в миру княгини Волконской).
В 1874 году при настоятельнице схиигумении Алексии была построена церковь Усекновения главы Иоанна Предтечи при новой монастырской трапезной. В конце XIX века были построены новые келейные корпуса. К этому времени Спасо-Бородинский монастырь стал одним из духовных центров России, известным не только своим местоположением, но и подвижнической жизнью его насельниц — особо почитаемыми из них были схимонахини Сарра и Рахиль.
В 1912 году в ходе подготовки к празднованию 100-летия Бородинской битвы на территории монастыря и около него были восстановлены флеши; росписи храма к празднованию сделал живописец Дмитрий Стеллецкий. 25 августа 1912 года монастырь посетил император Николай II с семьёй в рамках торжеств на Бородинском поле. Крестный ход на Бородинском поле прошёл 26 августа 1912 года.

### Возрождение
Ещё в 1920-е годы в монастыре жило до 270 сестёр. 26 февраля 1929 года монастырь был закрыт и на картах вместо Спасо-Бородинского монастыря появился населённый пункт — поселок Ворошилово. До 1941 года монастырь использовался как школа и общежитие, при немецкой оккупации — как госпиталь, а в 1950-е — как машинно-тракторная станция.
Реставрация началась в 1972 году. В 1992 году в стенах монастыря была возобновлена женская православная обитель, однако монастырю были переданы юго-восточный келейный корпус, южные кельи (под трапезную и три башни ограды (под кельи); храм Спаса Нерукотворного, Владимирский собор и колокольня используются совместно с Бородинским музеем-заповедником; трапезная с церковью Иоанна Предтечи, старая трапезная с кельями и церковью Филарета Милостливого, южный и северный келейные корпуса у восточных ворот используются музеем.
В 1994 году был заново выстроен домик М. М. Тучковой, сгоревший в 1942 году; в 1996—1997 годах на могиле схимонахини Рахили (Коротковой, 1833—1928) поставлена деревянная часовня её памяти.
- Спасо-Бородинский монастырь, 2007 год
- Центральный вход в Спасо-Бородинский Монастырь. Сентябрь 2010 года
- Владимирский собор. 2010-е годы
- Часовня Преподобной Рахили Бородинской

## Настоятельницы
- до 1852 — игумения Мария (Тучкова)
- 1852 — 15 марта 1871 — игумения Сергия (Волконская)[5]
- 1871—1880 — схиигумения Алексия[6]
- 1880—1899 — игумения Филофея (Гежелинская)[7]
- 1899—1906 — игумения Гавриила (Львова)[8]
- 25 января 1907 — 23 мая 1911 — игумения Евгения (Прудникова)[9]
- 1911—1924 — игумения Ангелина (Курочкина)
- 1924—1929 — игумения Лидия (Сахарова)

После распада СССР
- 1992—1999 — игумения Серафима (Исаева);
- 1999—2004 — игумения Таисия (Исаева);
- 2004—2006 — игумения Рахиль (Райш);
- 2006 — 27 декабря 2007[10] — игумения Филарета (Гречина)
- с 27 декабря 2007 — игумения Серафима (Исаева)[10]

## Награды
- Специальный диплом «Благодарность» Союза писателей России (2007) — за просветительскую деятельность[11][12].